# Ron Butler
Ron Butler (* auf den Bahamas) ist ein US-amerikanischer Schauspieler. Bekannt wurde er in der Serie True Jackson als Concierge Oscar.

## Leben
Butler stammt ursprünglich von den Bahamas. Er ist nach seinem Vater Ronnie Butler, Sr. benannt (einem bekannten Calypso Singer-Songwriter). Ron Butler wuchs in den Vereinigten Staaten (Washington, D.C., Virginia und dem Vorort von Syracuse, New York) und den Bahamas auf. Er besuchte die High School auf den Bahamas und promovierte magna cum laude beim Trinity College (Chicago, Illinois), wo er Geschichte studierte.
Butler arbeitete als Wirtschaftsberater für eine Anwaltskanzlei in Washington, D.C., bevor er seine Schauspielkarriere begann. Während er in Washington war, lernte Butler die Schauspielkunst mit Vera Katz von der Howard University, später lernte er bei David Mamet, William H. Macy, Felicity Huffman, Scott Zigler und Robert Bella der Atlantik Theater Company (Butler wurde 1991 Mitglied). Neben seiner Arbeit als Darsteller im Theater, Kino und Fernsehen schreibt  und führt Butler Comedy-Szenen auf. Hierbei ist Präsident Barack Obama eine seiner bekanntesten Figuren.
Er spielte in Serien wie Without a Trace – Spurlos verschwunden, Crossing Jordan – Pathologin mit Profil, Boston Legal und Dirty Sexy Money. Außerdem spielte er in dem HBO-Film Everyday People mit. Von 2008 bis 2011 war er als Concierge Oscar in der Nickelodeon-Serie True Jackson zu sehen.

## Filmografie
- 1991: Homicide
- 2004: Everyday People
- 2004: Spartan
- 2005: Boston Legal (Fernsehserie, eine Folge)
- 2005: Summerland Beach (Summerland, Fernsehserie, eine Folge)
- 2005: Invasion (Fernsehserie, 2 Folgen)
- 2006: Related (Fernsehserie, eine Folge)
- 2006: Alles Betty! (Ugly Betty, Fernsehserie, eine Folge)
- 2006: Without a Trace – Spurlos verschwunden (Without a Trace, Fernsehserie, eine Folge)
- 2006–2007: Crossing Jordan – Pathologin mit Profil (Crossing Jordan, Fernsehserie, 2 Folgen)
- 2007: Medium – Nichts bleibt verborgen (Medium, Fernsehserie, eine Folge)
- 2007: How I Met Your Mother (Fernsehserie, eine Folge)
- 2007: Smother
- 2008: Eli Stone (Fernsehserie, eine Folge)
- 2008: Rain
- 2008: Dirty Sexy Money (Fernsehserie, eine Folge)
- 2008: Terminator: The Sarah Connor Chronicles (Fernsehserie, eine Folge)
- 2008–2011: True Jackson (True Jackson, VP, Fernsehserie, Folgen)